# Общество снега
«Общество снега», дословно «Снежное братство» (исп. La sociedad de la nieve) — фильм испанского режиссёра Хуана Антонио Байоны, рассказывающий о выживании в Андах после авиакатастрофы в 1972 году. Главные роли в нём сыграли Энцо Вогричич, Матиас Рекалт, Агустин Парделла, Эстебан Кукуричка, Томас Вольф. Фильм был показан на закрытии 80-го Венецианского кинофестиваля в сентябре 2023 года.

## Сюжет
13 октября 1972 года рейс 571 ВВС Уругвая, зафрахтованный уругвайской командой по регби, во время рейса в Сантьяго, Чили, врезался в ледник в самом сердце Анд. Из 45 пассажиров на борту 29 выжили в первоначальной катастрофе, но затем много пассажиров погибло от травм, болезней и схода лавины в течение следующих недель. Оказавшись в ловушке в одной из самых недоступных и враждебных сред на планете, выжившие вынуждены прибегнуть к каннибализму по отношению к тем, кто уже умер, чтобы остаться в живых. Однако вместо того, чтобы обратиться друг против друга, выжившие используют командную работу, которой они научились благодаря регби, и духовную веру, чтобы выбраться из гор.

## В ролях
- Энцо Вогринчич — Нума Туркатти
- Матиас Рекальт — Роберто Канесса
- Агустин Парделья — Нандо Паррадо
- Эстебан Кукуричка — Адольфо «Фито» Страуч
- Томас Вольф — Густаво Зербино
- Фернандо Континьяни — Артуро Ногейра
- Валентино Алонсо — Альфредо «Панчо» Дельгадо

## Премьера и оценки
Премьера фильма состоялась на закрытии 80-го Венецианского кинофестиваля в сентябре 2023 года в рамках внеконкурсной программы. Позднее «Общество снега» появился на Netflix.
На сайте-агрегаторе рецензий Rotten Tomatoes «Общество снега» имеет рейтинг 90 % на основе 87 рецензий критиков со средней оценкой 7,9/10.
Владимир Бурдыгин (Film.ru) оценил фильм на 7 баллов, посчитав его «образцовым фильмом-катастрофой». Гай Лодж из Variety в целом положительно отозвался о картине, но при этом отметил, что та «вряд ли может удивить».